# Blacksad: Under the Skin
Blacksad: Under the Skin (с англ. — «Блэксэд: Под шкурой») — видеоигра в жанре квеста, разработанная испанской компанией Pendulo Studios и изданная компанией Microids в 2019 году. Это адаптация испанской серии графических романов «Блэксэд» Хуана Диаса Каналеса и Хуанхо Гуарнидо. Игра рассказывает о Джоне Блэксэде, расследующем подозрительную смерть владельца боксёрского клуба.
Blacksad от Pendulo — это их первая игра, основанная на лицензионной продукции и первая их игра, полностью использующая трёхмерную графику. Проект был начат в конце 2016 года по предложению компании Microids, которая является, частью того же медиаконгломерата, что и Dargaud, издательство «Блэксэда». Она была выпущена 14 ноября 2019 года, хотя из-за технической ошибки незаконченная версия игры была выпущена 5 ноября. Портированная версия игры для Nintendo Switch была выпущена 10 декабря 2019. 27 июня 2024 года игра вышла на платформах PlayStation 5 и Xbox Series X/S|.

## Игровой процесс
Blacksad: Under the Skin — это квест, действие которого происходит в трёхмерном игровом мире. Игровой процесс сравним с работами от Telltale Games, а также с L.A. Noire от Team Bondi и Sherlock Holmes: The Devil's Daughter от Frogwares.
В игре нет инвентаря: Pendulo Studios, в отличие от своих прошлых игр, отказалась от point-and-click-интерфейса в пользу прямого управления персонажем. Игровой процесс основан на выборе действий, а действия игрока изменяют его отношение с другими персонажами в мире. Направление истории меняется в зависимости от решений игрока. В игре используются быстрые события, синхронизированные последовательности разговоров и сцены, в которых игрок должен искать подсказки в окружающей среде.
Во время расследования обострённые кошачьи чувства Джона Блэксэда позволяют игроку замедлять время и воспринимать визуальные подсказки в их окружении, которые затем добавляются в индекс подсказок игрока. Отсюда игрок может комбинировать подсказки и делать выводы как для продвижения по основной истории, так и для выполнения дополнительных побочных квестов.

## Сюжет
Действие игры Blacksad: Under the Skin происходит в Нью-Йорке 1950-х годов. Хронологически сюжет игры разворачивается между главами графических романов «Полярная нация» и «Красная душа». История главного героя Джона Блэксэда начинается с того, что он встречается с Соней Данн, дочерью владельца боксёрского клуба, умершего при подозрительных обстоятельствах. Она просит Блэксэда расследовать её случай и найти звезду клуба, бойца, который пропал после смерти её отца. Согласно Pendulo Studios в игре есть 30 уникальных персонажей, а также пятеро ранее известных по серии «Блэксэд»: Джон Блэксэд, Джон Пирман, Джейк Остиомб, Уикли и начальник полиции Смирнов. В игре есть шесть возможных концовок.